# Dramma passionale
Dramma passionale (Drame passionnel) è un cortometraggio del 1906 diretto da Albert Capellani. Prodotto e distribuito dalla Pathé Frères, il film uscì nelle sale il 27 maggio 1906. Non vengono riportati i nomi degli interpreti.

## Trama
Un uomo ed una donna si incontrano in un parco, lei sta dando da mangiare alle anatre nel laghetto e lui le parla per conoscerla. A braccio l'un con l'altra passeggiano; prendono una barca, fanno un giro nel laghetto e da subito nasce un amore. Da quel momento sono passati 4 anni e li rivediamo con una figlia e l'uomo che discute con lei che arrabbiato prende e se ne va. L'uomo gli spedisce una lettera di addio, decide di sposarsi con un'altra donna ma la futura moglie abbandonata non si rassegna e si presenta con la figlia in chiesa il giorno delle nozze; estrae una pistola e spara.

## Produzione
Il film fu prodotto dalla Pathé Frères nel 1906.

## Distribuzione
Distribuito dalla Pathé Frères, il film uscì nelle sale cinematografiche francesi il 27 maggio 1906. Nel 1913, la Pathé produsse un corto con il titolo Un drame passionnel diretto da Romeo Bosetti.